# Eriksdal-Lönnholmen
Eriksdal-Lönnholmen este o arie protejată (arie specială de conservare — SAC, sit de importanță comunitară — SCI) din Suedia întinsă pe o suprafață de 66,1 ha, integral pe uscat.

## Localizare
Centrul sitului Eriksdal-Lönnholmen este situat la coordonatele 60°19′48″N 18°32′30″E / 60.33°N 18.5416°E.

## Înființare
Situl Eriksdal-Lönnholmen a fost declarat sit de importanță comunitară în decembrie 1998 pentru a proteja un număr necunoscut de specii din flora spontană și fauna sălbatică aflate în arealul zonei. Situl a fost protejat și ca arie specială de conservare în martie 2011.

## Biodiversitate
Situată în ecoregiunile boreală și marină baltică, aria protejată conține 6 habitate naturale: Pășuni din zone de pădure fino-scandinave, Pășuni de coastă din Baltica boreală, Pajiști uscate europene, Fânețe de joasă altitudine (Alopecurus pratensis, Sanguisorba officinalis), Pajiști fino-scandinave uscate până la mezice, bogate în specii de altitudine mică, Pajiști cu Molinia pe soluri calcaroase, turboase sau argilos-nămoloase (Molinion caeruleae).
La baza desemnării sitului se află un număr nedeclarat de specii protejate.